# Equinox (film, 1992)
Pour les articles homonymes, voir Equinox (homonymie).
Equinox est un film américain réalisé par Alan Rudolph, sorti en 1992.

## Synopsis
En 1992, dans une grande ville américaine, l'infirmière Sonya Kirk trouve par hasard, sur le cadavre d'Helena, une femme SDF décédée dans la rue, un courrier qui avait été adressé à cette femme une trentaine d'années plus tôt. L'auteur du courrier était un noble européen avec lequel Helena, à l'époque danseuse, avait eu une relation et était tombée enceinte. Mais le noble européen avait décidé de la quitter et expliquait dans son courrier d'adieu qu'il avait femme et enfants en Europe et qu'il ne pouvait pas les abandonner. Mais il avait décidé de déposer 200.000 dollars sur un compte bancaire pour aider Helena, qui venait d'accoucher de deux jumeaux. Toutefois, Helena ne s'était jamais présentée chez l'avocat Jérôme Sanders pour réclamer les 200.000 dollars et il avait donné ses enfants en adoption. Munie de cette lettre, c'est donc l'infirmière Sonya qui rend visite au cabinet Sanders, dans l'espoir de retrouver les deux jumeaux et leur permettre de toucher leur héritage. Sonya veut en profiter pour écrire un livre, car son rêve à elle c'est de quitter son travail ingrat d'infirmière pour devenir écrivaine. Après avoir réussi à convaincre l'avocat Sanders, Sonya commence son enquête pour retrouver les jumeaux Henry et Freddy.  Désormais devenus adultes, les deux jumeaux ont des vies très différentes. Henry a été adopté par un couple sans enfants et il travaille à présent dans l'atelier de mécanique de son père. Timide et gentil, il est amoureux de Beverly, la sœur de son meilleur ami. Beverly l'aime aussi, mais Henry a toutefois du mal a surmonter ses problèmes psychologiques, et ce malgré l'aide et la bienveillance de ses proches. Il pense toutefois que le fait de partir et aller vivre ailleurs avec Beverly pourrait être la solution. 
L'autre jumeau, Freddy, n'a jamais été adopté et il a grandi dans un orphelinat. Devenu gangster, il travaille comme chauffeur pour une organisation mafieuse qui rackette les commerçants de la ville. Voyou ambitieux et cynique, il est marié à Sharon avec laquelle il a deux petites filles, mais il essaie de cacher à sa famille la réelle dangerosité de sa vie.
Alors que l'enquête de l'infirmière Sonya est en passe d'aboutir, les deux jumeaux se rencontrent par hasard dans un restaurant qui est racketté par l'organisation de Freddy. Dans le restaurant se trouve aussi Russell, le meilleur ami de Henry, qui est amoureux de Anna, la fille du patron du restaurant. Russell a décidé de conquérir Anna en aidant le restaurateur à se débarrasser des gangster. Pour cela, il s'est procuré un revolver et veut s'en servir contre les deux hommes de main de l'organisation. Mais Henry, craignant pour la vie de son copain, intervient et l'empêche de tirer. Ce geste sert toutefois à donner du courage à Anna, qui prend le revolver de son père et abat les deux gangsters. Alors que Freddy est en train de mourir, Henry s'approche de lui et chacun des deux jumeaux semble être bouleversé par la vue de l'autre. Mais Freddy meurt tout de suite après, alors Henry commence à avoir un comportement bizarre. Il décide de fuir et va chercher Beverly chez elle pour lui demander de partir avec lui. Beverly, qui avait déjà préparé la valise, refuse toutefois de partir et prie Henry de se calmer et de rester avec elle.  Mais Henry poursuit sa route sans elle et va jusqu'au Grand Canyon, comme il avait prévu de faire lors de ses premières discussions avec Beverly. Quelques jours plus tard, l'infirmière Sonya rencontre Beverly et lui explique toute l'histoire, mais il est trop tard pour faire revenir Henry, qui ne semble plus capable de revenir en arrière.

## Fiche technique
- Titre : Equinox
- Réalisation : Alan Rudolph
- Scénario : Alan Rudolph
- Production : David Blocker, Syd Cappe, Sandy Stern et Nicolas Stiliadis
- Photographie : Elliot Davis
- Montage : Michael Ruscio
- Pays d'origine : États-Unis
- Format : Couleurs - Dolby
- Genre : Drame, thriller
- Durée : 110 minutes
- Date de sortie : 1992

## Distribution
- Matthew Modine : Henry Petosa / Freddy Ace
- Lara Flynn Boyle : Beverly Franks
- Fred Ward : Mr. Paris
- Tyra Ferrell : Sonya Kirk
- Marisa Tomei : Rosie Rivers
- Kevin J. O'Connor : Russell Franks
- Tate Donovan : Richie Nunn
- Lori Singer : Sharon Ace
- M. Emmet Walsh : Pete Petosa
- Gailard Sartain : Dandridge
- Tony Genaro : Eddie Gutierrez
- Angel Aviles : Anna Gutierrez
- Dirk Blocker : Red
- Robert Gould : Mel